# Il passato (film 2007)
Il passato (El pasado) è un film del 2007 diretto da Héctor Babenco, tratto dall'omonimo romanzo di Alan Pauls. È stato presentato in concorso alla Festa del Cinema di Roma nel 2007.

## Trama
Rímini e Sofía sembravano formare una coppia perfetta. Si erano innamorati al liceo e presto erano diventati marito e moglie, ma dopo 12 anni di matrimonio di comune accordo decidono di separarsi. In principio vivono la loro separazione nel modo meno traumatico possibile: condividono il letto, si accordano perfettamente sulla divisione dei beni e instaurano una relazione di amicizia basata sul rispetto reciproco. Il loro rapporto cambia quando Rímini inizia a frequentare la bellissima Vera, una modella di 22 anni, e Sofía si convince di poter riavere il suo ex-marito. Mentre Rímini cerca di guardare avanti, Sofía resta ancorata al passato e finisce per diventare ossessionata da lui, formando addirittura un'associazione di donne agguerritissime che pur avendo perso i loro uomini sono fermamente convinte di poter ritornare con loro. Le relazioni che Rímini instaura con altre donne sembrano portare con sé una maledizione. La prima ragazza di Rímini, Vera, viene investita da un autobus nel momento in cui sorprende Rímini e Sofía in un bacio appassionato. In seguito, Rímini si risposa con Carmen, una collega di lavoro che come lui svolge traduzioni, ma inspiegabilmente una misteriosa amnesia cancella dalla memoria di Rimini la conoscenza delle lingue che traduce, costringendolo ad adattarsi al ruolo disagevole del marito che deve dipendere dalla sua coniuge. La nascita di un figlio, Lucio, risolleva il suo spirito, ma quando Sofía rapisce il figlio della coppia per alcune ore il matrimonio con Carmen va in pezzi e Rimini perde anche suo figlio. Rimini cade in depressione, diventa un mediocre preparatore atletico e l’oggetto dei desideri sessuali di Nancy, una donna ricca e volgare che lo tradisce con altri uomini. Quando Rímini vede Nancy in compagnia di un altro uomo, ha una crisi di gelosia che lo porta a cercare di distruggere la sua auto, crimine per il quale finisce in carcere.

## Colonna sonora
La colonna sonora del film include i brani Ne me quitte pas di Jacques Brel, Take on Me degli a-ha, Kinderszenen op 15 di Robert Schumann e Wake Me Up Before You Go Go di George Michael

## Riconoscimenti
- Festa del Cinema di Roma
  - 2007: Candidatura premio Marco Aurelio
- Academy of Motion Picture Arts and Sciences (Argentina)
  - 2008: Candidatura migliore sceneggiatura adattata
- SESC Film Festival
  - 2008: Miglior attore straniero a Gael García Bernal